# Karl-Heinz Tritschler
Karl-Heinz Tritschler (n. 16 septembrie 1949), este un fost arbitru de fotbal din Germania. Este cunoscut pentru că a oficiat la Jocurile Olimpice de vară din 1988 și la Finala Cupei Campionilor Europeni 1989 dintre AC Milan și FC Steaua București.